# José Antonio Olmos de Aguilera
José Antonio Olmos de Aguilera y Barrionuevo (Catamarca, 1775 - 14 de febrero de 1831), comerciante y político argentino, que apoyó la Revolución de Mayo y formó parte de la Junta Grande de gobierno de su país entre 1810 y 1811.
Era un comerciante poderoso, que ocupó cargos en el cabildo de la ciudad durante los años posteriores al año 1800.
Al llegar la noticia de la Revolución de Mayo, a fines de junio de 1810, presidió el cabildo abierto que se convocó para decidir qué hacer ante la noticia. En un primer momento el cabildo hizo una elección "cuasi canónica" —por amplía mayoría de votos— por el teniente gobernador Francisco de Acuña como diputado a la Junta Grande, pero el diploma de Acuña fue rechazado en Buenos Aires por ser europeo. En consecuencia se hizo una segunda elección en el Cabildo catamarqueño en la que resultó elegido José Antonio Olmos de Aguilera por una escasa mayoría de votos —39 contra 31— sobre el cura Pedro Ignacio de Acuña, hijo de Francisco de Acuña. Electo Olmos de Aguilera, llegó a Buenos Aires después de 25 días de penoso viaje a lomo de mula, siendo aprobado su diploma por la Junta Grande el 6 de octubre de 1810. 
Se unió al grupo de los partidarios del presidente de la misma, Cornelio Saavedra, participando activamente en el gobierno. Se especializó en asuntos judiciales y diplomáticos, defendiendo las posturas regalistas frente a la Santa Sede. Se pronunció activamente por la abolición de tributos de los indígenas.
Regresó a Catamarca a fines de 1811, cuando la Junta fue disuelta por el Primer Triunvirato. Ocupó por varios años el cargo de síndico procurador del cabildo. En 1816 fue elegido diputado al Congreso de Tucumán, pero declinó el ofrecimiento, justificándose con que estaba enfermo. Propuso y logró que su reemplazante fuera el sacerdote José Eusebio Colombres. En septiembre de 1817 ocupó el cargo de teniente gobernador de su provincia, y apoyó la gestión del gobernador tucumano, Feliciano de la Mota Botello.
En 1820, al crearse la República de Tucumán —que formaba parte de la Argentina, pero cuyo nombre oficial significaba que era una entidad autónoma en un régimen federal— fue diputado por Catamarca.
No participó en la revolución por la autonomía catamarqueña de 1821, y por un tiempo quedó al margen de la política local. Volvió a mediados de la década de 1820 a la legislatura, pero alarmado por la violencia de la guerra civil, se retiró a la vida privada.
- Datos: Q5938007